# Томісато

35°43′36″ пн. ш. 140°20′35″ сх. д. / 35.72667° пн. ш. 140.34306° сх. д.
Томіса́то (яп. 富里市, とみさとし, МФА: [tomʲisato ɕi̥]) — місто в Японії, в префектурі Тіба.

## Короткі відомості
Розташоване в північній частині префектури, на Сімоському плато. Виникло на основі декількох сільських поселень раннього нового часу, що завідували пасовиськами Утіно й Такано. Основою економіки є сільське господарство, вирощування кавунів та арахісу, скотарство, розведення коней. В місті розташовані пасовиська для випасу спортивних коней для кінних перегонів. Станом на 1 жовтня 2008 площа міста становила 53,91 км². Станом на 1 січня 2009 населення міста становило 51 425 осіб.